# 布雷克德尚貝龍山

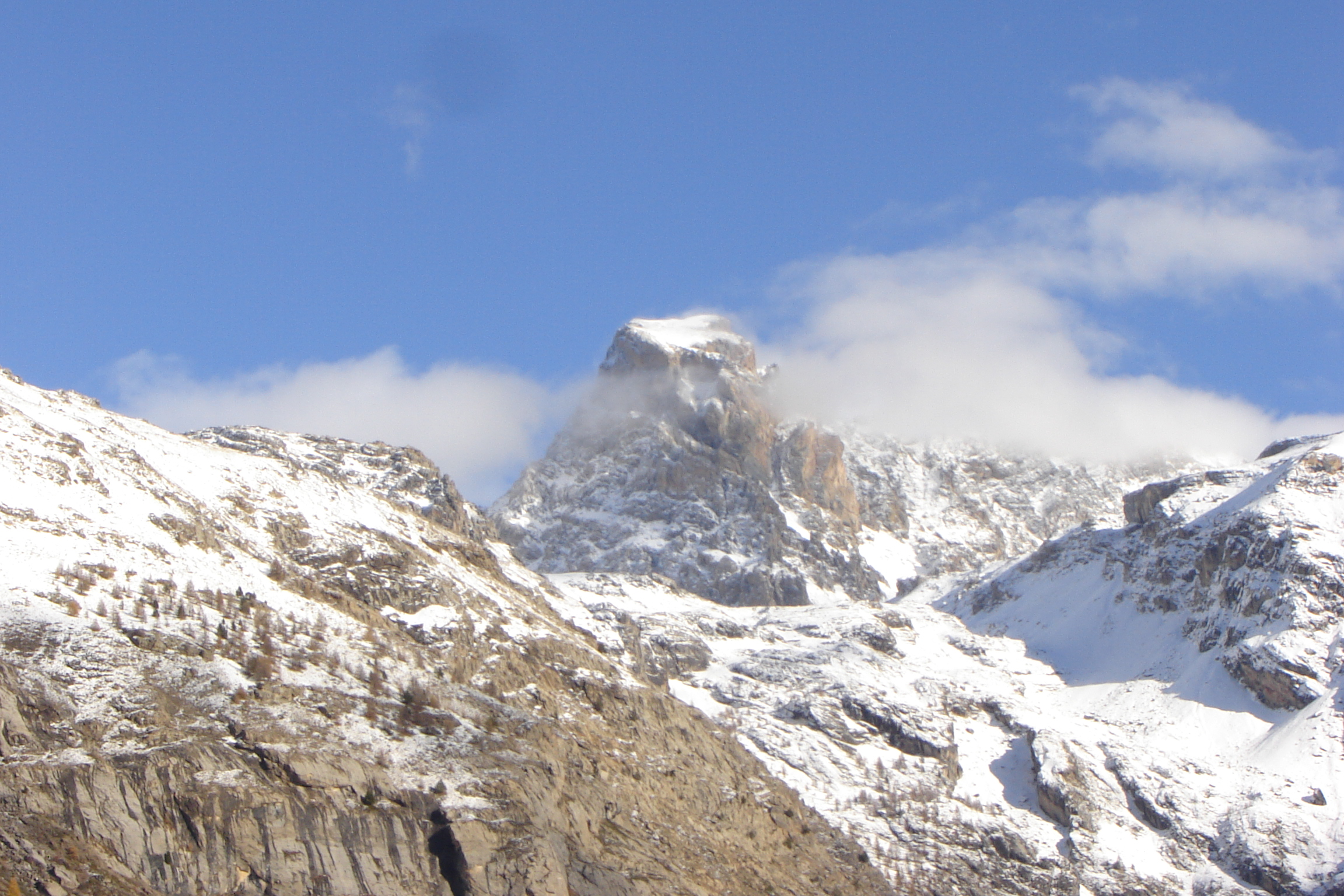

44°31′41″N 6°51′12″E / 44.52806°N 6.85333°E
布雷克德尚貝龍山（法語：Brec de Chambeyron），是西歐的山峰，位於法國和意大利接壤的邊境，屬於科蒂安阿爾卑斯山脈的一部分，海拔高度3,389米，每年平均降雨量1,451毫米，人類在1878年首次登頂。